# Szczycisko
Szczycisko (629 m n.p.m.) – przełęcz w Bieszczadach Zachodnich. Leży pomiędzy masywem Połomy (776 m n.p.m.) a Żołobiną (780 m n.p.m.). Grzbiet jest tu wąski, lecz łagodnie nachylony. Południowy stok, opadający w dolinę Wetliny, jest jednak bardzo stromy.
Przełęcz jest zalesiona, przechodzi przez nią (grzbietem) granica pomiędzy wchodzącym w skład Ciśniańsko-Wetlińskiego Parku Krajobrazowego rezerwatu Sine Wiry, położonym na południe od grzbietu, oraz Parkiem Krajobrazowym Doliny Sanu po jego przeciwnej stronie. Przez przełęcz przebiega droga, łącząca nieistniejące wsie: Studenne i Ług.

## Szlaki turystyczne
pieszy zielony Terka – Szczycisko – Bukowina – Siwarna – Krysowa
- z Terki 1.20 h (↓ 1.10 h)
- z Bukowiny 1.05 h (↑ 1.30 h), z Krysowej 2 h (↑ 2.15 h)

 rowerowy czarny dolina Wetliny – Szczycisko
 rowerowy niebieski na odcinku Zatwarnica – Szczycisko – Otryt